# كاثرين وينيك
كاثرين وينيك (بالإنجليزية: Katheryn Winnick)‏ هي ممثلة كندية أوكرانية الاصل. من مواليد 17 ديسمبر 1977. هي معروف بدور لاغرثا في المسلسل التاريخي فايكينغز (2013-2019)، ولها أدوار في مسلسل بونز (2010) وفيلم فن السرقة (2013).

## جزء من أعمالها

### أفلام
- إشعار لمدة إسبوعين _ 2002
- أول 50 موعد غرامي _ 2004
- فشل الانطلاق _ 2006
- قتلة_ 2010
- حب ومخدرات أخرى _ 2010
- إختر _ 2011

### تلفاز
- عقول إجرامية _ 2006
- هاوس _ 2007
- قانون ونظام _ 2008
- بونز _ 2010
- نيكيتا _ 2011
- فايكنغز _ 2013 بدور لاغيرثا
- بيرسون أوف إنترست _ 2015

## روابط خارجية
- كاثرين وينيك على موقع IMDb (الإنجليزية)
- كاثرين وينيك على موقع ألو سيني (الفرنسية)
- كاثرين وينيك على موقع تيرنر كلاسيك موفيز (الإنجليزية)
- كاثرين وينيك على موقع أول موفي (الإنجليزية)
- كاثرين وينيك على موقع قاعدة بيانات الأفلام السويدية (السويدية)
- كاثرين وينيك على موقع قاعدة بيانات الفيلم (الإنجليزية)
- كاثرين وينيك على موقع كينوبويسك (الروسية)